# Митрошиха
Митрошиха — река в России, протекает в Мурашинском районе Кировской области. Устье реки находится в 97 км по левому берегу реки Кузюг. Длина реки составляет 13 км.
Исток реки находится в лесах в 23 км к северо-западу от посёлка Мураши. Река течёт на север-восток по ненаселённому лесному массиву.

## Данные водного реестра
По данным государственного водного реестра России относится к Камскому бассейновому округу, водохозяйственный участок реки — Вятка от города Киров до города Котельнич, речной подбассейн реки — Вятка. Речной бассейн реки — Кама.
По данным геоинформационной системы водохозяйственного районирования территории РФ, подготовленной Федеральным агентством водных ресурсов:
- Код водного объекта в государственном водном реестре — 10010300312111100035348
- Код по гидрологической изученности (ГИ) — 111103534
- Код бассейна — 10.01.03.003
- Номер тома по ГИ — 11
- Выпуск по ГИ — 1